# 클루브 볼리바르

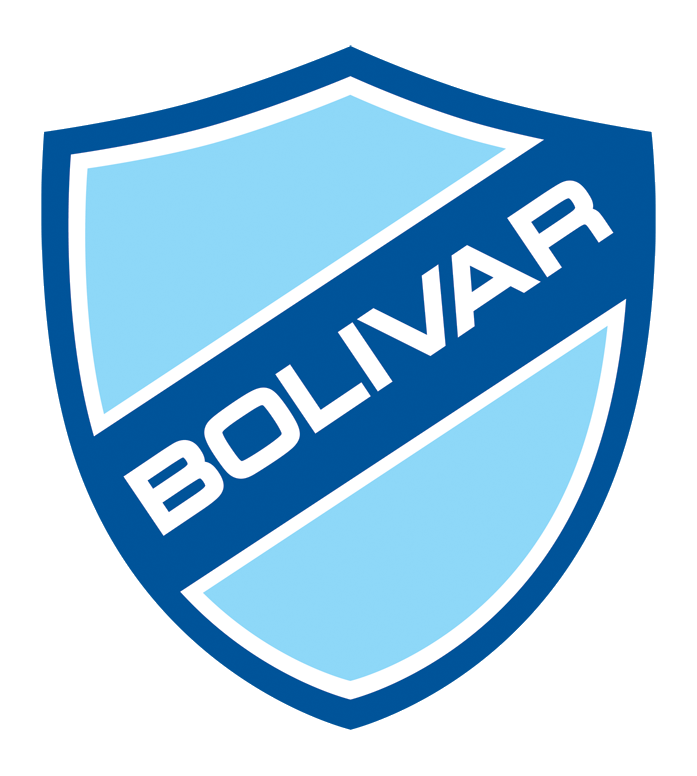

클루브 볼리바르(Club Bolívar)는 볼리비아의 행정 수도 라파스를 연고로 하는 축구 클럽이다. 볼리비아 리그에서 31회 우승을 한 가장 성공적인 클럽이다.

## 선수 명단

### 현역
참고: FIFA 자격 규정에 따라 소속된 국가대표팀 국기를 표시합니다. 선수는 복수의 FIFA 비회원국 국적을 가지고 있을 수 있습니다.
| 번호 | 포지션 | 국적       | 이름              |
| ---- | ------ | ---------- | ----------------- |
| 10   | MF     |            | 브루노 사비우     |
| 32   | DF     | 베네수엘라 | 루벤 라미레즈     |
| 33   | GK     |            | 페데리코 란질로타 |

| 번호 | 포지션 | 국적 | 이름 |
| ---- | ------ | ---- | ---- |

## 역대 감독
| 감독                   | 임기      |
| ---------------------- | --------- |
| 안토니오 로페스 아바스 | 1994      |
| 안토니오 로페스 아바스 | 2000~2001 |
| 베냐트 산 호세         | 2016~2017 |